# Berbiguières
Berbiguières település Franciaországban, Dordogne megyében. Lakosainak száma 178 fő (2022. január 1.). Berbiguières Castels et Bézenac, Allas-les-Mines, Saint-Germain-de-Belvès, Marnac, Coux-et-Bigaroque-Mouzens és Saint-Cyprien községekkel határos.

## Népesség
A település népességének változása:
| Lakosok száma | 159  | 173  | 181  | 177  | 173  | 176  | 182  | 177  | 177  | 178  |
|               | 1968 | 1982 | 1990 | 2006 | 2013 | 2015 | 2017 | 2019 | 2020 | 2022 |